# Tik-Tak-Polka
Tik-Tak-Polka, op. 365, è una polka veloce di Johann Strauss (figlio).
Era d'abitudine dei compositori di operette arrangiare i motivi delle proprie opere per poterne poi ricavare dei nuovi brani orchestrali.
La Tik-Tak-Polka fu uno dei sei lavori che Strauss arrangiò con i motivi della sua terza operetta Die Fledermaus (Il pipistrello).
Il brano venne ascoltato per la prima volta in un concerto nei Volksgarten di Vienna l'11 settembre 1874.
La polka deve il suo titolo al tema principale del secondo atto (duetto dell'orologio fra Rosalinde e Eisenstein) e ad altri motivi presenti nelle arie dell'operetta: Kein verzeih'n! Der Heisenstein (atto III), Wie fliehen schnelldie Stunden fort! (atto II) e l'aria di Adele del 3° atto Spiel ich die unschuld vom lande.

## Cinema
- La polka è stata usata per l'inizio del film Un Maggiolino tutto matto, prodotto dalla Walt Disney Company.